# 小馬車

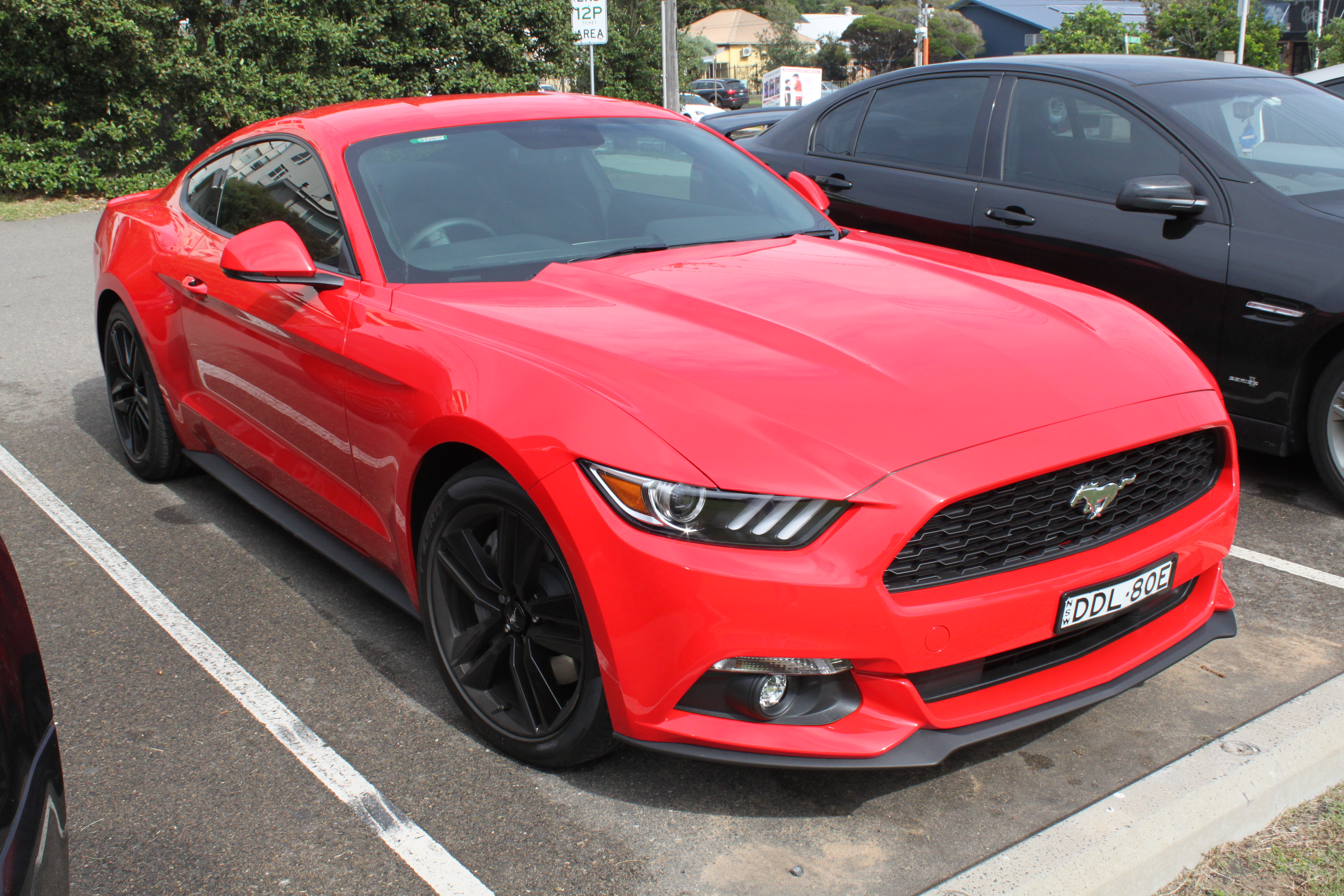
福特野馬是經典小馬車

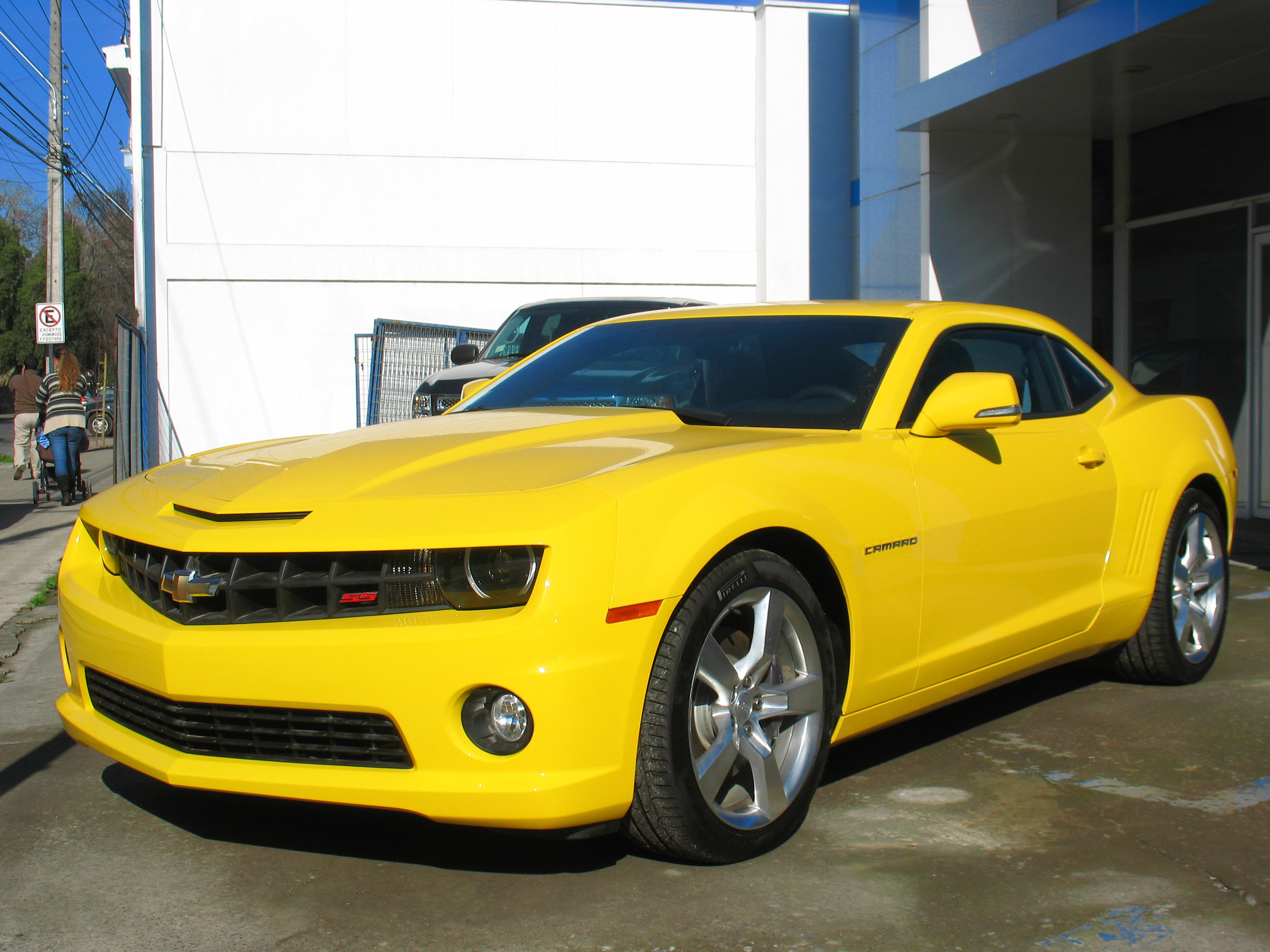
雪佛蘭科邁羅

小馬車（英語：pony car），指一種靈感來自於60年代福特野馬車的車款，這種車款意圖在當代中產階級所能負擔的最大上限價錢中；推出一種高馬力緊湊型跑車，並搭配「前置引擎後輪驅動」的性格外型設計。

## 歷史和定義
小馬車起源跟於初代福特野馬與現時叫舊時某些車為肌肉車的款式合流再發展出來的。
按專書MUSCLE CARS 小馬車是肌肉車的改良型，除原型的福特野馬本身(1964年版，產量很多不是概念車，但官方不稱為初代而是原型)外，包括了1967-1973年代的初代野馬(這個所謂的初代是官方的說法，理論上是第二代，以下的第二代理論應是第三代)，都屬於現代人眼中的肌肉車，但當時一律稱為小馬車，所以正確說是肌肉車的第二代，現時新肌肉車的排氣量都較舊的小馬車還小，僅有二至五公升級排氣量的中型車，但只有更快更舒適寬敝。所以現時小馬車應稱為新小馬車或新肌肉車。
- 肌肉車這個詞語是在八十年代後石油危機舒緩才興起的，事實比在六十年代小馬車一詞出現還遲得多。但後來指謂肌肉車上追溯二戰後吉普車的熱潮過去，到第一次石油危機間的美國流行的中價大型快車，第一代肌肉車重約兩噸並有六至七公升的排氣量，因為高企的油價而被逼全面停產。
- 原型福特野馬定位是最初福特的計劃概念車T5計劃（英语：Ford Mustang I）實際就是中置後驅的純種跑車，使用的發動機排氣量1.5公升，全重不足一噸的小跑車或微型車與迷你的跑車版相仿。雖然沒被看好而變成前置後驅,但這款野馬1964 1/2（英语：Ford Mustang (first generation)）嚴格上仍屬於2+2的中檔跑車只有較狹小的後座位。定位有些像三代野馬的晚期型（英语：Ford Mustang (third generation)）或日產Skyline GT-R，並不符合本來肌肉車的定義，使用的發動機仍屬2.8-4.7公升多排氣量中上等級數，明顯小於肌肉車的六至七公升，更重要的是整車尺寸屬中型車級數，而重量(約1.2噸)更小相當於小型車，甚至和最初的超級跑車相仿。而最新的謝爾比野馬事實被歸屬超跑範圍內的。
- 原型野馬推出不久雖然很受歡迎，但一兩年後其他廠家推出較原始肌肉車小的，但又大於首代野馬(約1.4-1.7噸)的中型車，並以仍然保持舊肌車的實際車廂空間的車款，和使用舊肌車的同級發動機，如並被媒體一律稱小馬車，所以實際上在晚六十年代舊肌肉車已經停產了。面對新的競爭對手福特當局便把野馬的尺寸和重量加大了，變得和對手無異最重要是同樣使排氣量五至七公升的發動機，所以無法降低油粍，直到第一次石油危機後才縮小回原型野馬的尺寸和重量，而經修正的掀背車設計寬敞不遜於初代，甚至基本版的排氣量更減到兩公升多比原型野馬還小的地步，但速度也變慢了一些[2]。
- 克服技術局限：起初小馬車需要使用舊肌肉車發動機的原因，早期汽車提高同等分量汽油使用效能，主要是單純以化油器的自然進氣發動機提高壓縮比，但要用含鉛的高辛烷值汽油。但環保需要開始限制和禁止油站提供含鉛的汽油，當時還未開發出高辛烷值無鉛汽油，唯有便是繼續用大車同級的發動機才可勉強維持性能。做出無鉛高辛烷值汽車和能夠發揮其優點的汽車，這已經是八十年代中了。
- 這時肌肉車一詞才被人發明出來，意思是說現在的車有「肌肉的活力」，比在七十年代中到八十年代中的快和回復並超過了傳統肌肉車的速度，其實就兼指現時的中型車配中上排氣量發動機的新小馬車。因為較輕的車體即使由動力不強的發動機驅動也不過慢，也可以藉先進的技術如渦輪增壓器、機械增壓器、燃料噴射等，在中等粍油量的中等排氣量發動機獲得較高的功率，結果小馬車就變成了唯一可能在石油危機下存活的肌肉車，甚至現在的新車而論兩者實際同等了。

## 範例
- 雪佛兰科邁羅
- 福特野馬
- 龐蒂克火鳥
- 道奇挑戰者
- Plymouth Valiant
- 福特 Corcel

1. ↑  MUSCLE CARS ISBN 1-55267-252-2
2. ↑  AMERICAN SPORTSCARS  P.60/P.92 ISBN 1-85076-115-9